# Virus della parotite
Il virus della parotite (Paramyxovirus parotitidis) è un virus della famiglia dei paramyxoviridae, noto per causare la malattia detta appunto parotite, ma causa anche di meningiti asettiche ed encefaliti virali. È di tipo con genoma ad RNA a singolo filamento negativo avvolto da una membrana lipoproteica.

## Caratteristiche

### Genoma
Il genoma del virus è composto da 15'384 nucleotidi di RNA, non segmentati, a singolo filamento negativo, in cui l'mRNA può essere trascritto direttamente dal genoma, e si compone di 7 geni disposti nell'ordine seguente:
- N: proteina nucleocapside
- V/P/I: proteine V/phospho-(P)/I
- M: Matrice proteica
- F (fusion): proteina di fusione
- SH (small hydrophobic): proteina transmembrana di ridotte dimensioni
- HN: emaglutinin-neuramidase
- L (large): proteina di grande dimensioni, che combina la proteina P a formare l'RNA polimeriasi RNA-dipendente (RdRp)

### Tipologie
Il virus ha un solo sierotipo e 12 genotipi, distinti con le lettere dalla A alla N, ad esclusione di E e M, che erano stati in passato erroneamente confusi con i già noti C e K, rispettivamente.

### Ciclo di replicazione
Nell'interazione tra individui, si viene a contatto con il virus respirando le goccioline di saliva emesse tramite colpi di tosse da una persona infetta oppure per contatto diretto con oggetti contaminati dalle medesime.
Il virus infetta inizialmente la parte alta del sistema respiratorio ed in particolare le parotidi, per poi diffondersi tra i linfonodi, tuttavia è raramente stato individuato il virus nel sangue, probabilmente a causa del rapido sviluppo di anticorpi specifici.
A livello microbiologico, il virus interagisce con la cellula obiettivo tramite l'acido sialico ricettore della proteina HN, che interagisce con i relativi ricettori sulla superficie delle cellule ospiti. Dopodiché la proteina di fusione F avvia la fusione della membrana del virus con quella della cellula ospite, inglobando così il virus.

## Patogenesi
Homo sapiens è l'unica specie in cui il virus è ospite in natura, e dove causa principalmente la malattia infettiva acuta detta parotite (o parotite epidemica), più conosciuta con il nome popolare di orecchioni o gattoni.